# Рјажск
Рјажск (рус. Ряжск) град је у Русији у Рјазањској области.

## Становништво
| 1959.  | 1970.  | 1979.  | 1989.  | 2002.  | 2010.  |
| ------ | ------ | ------ | ------ | ------ | ------ |
| 14.768 | 25.425 | 25.250 | 27.217 | 22.850 | 21.647 |